# 利物浦市政厅

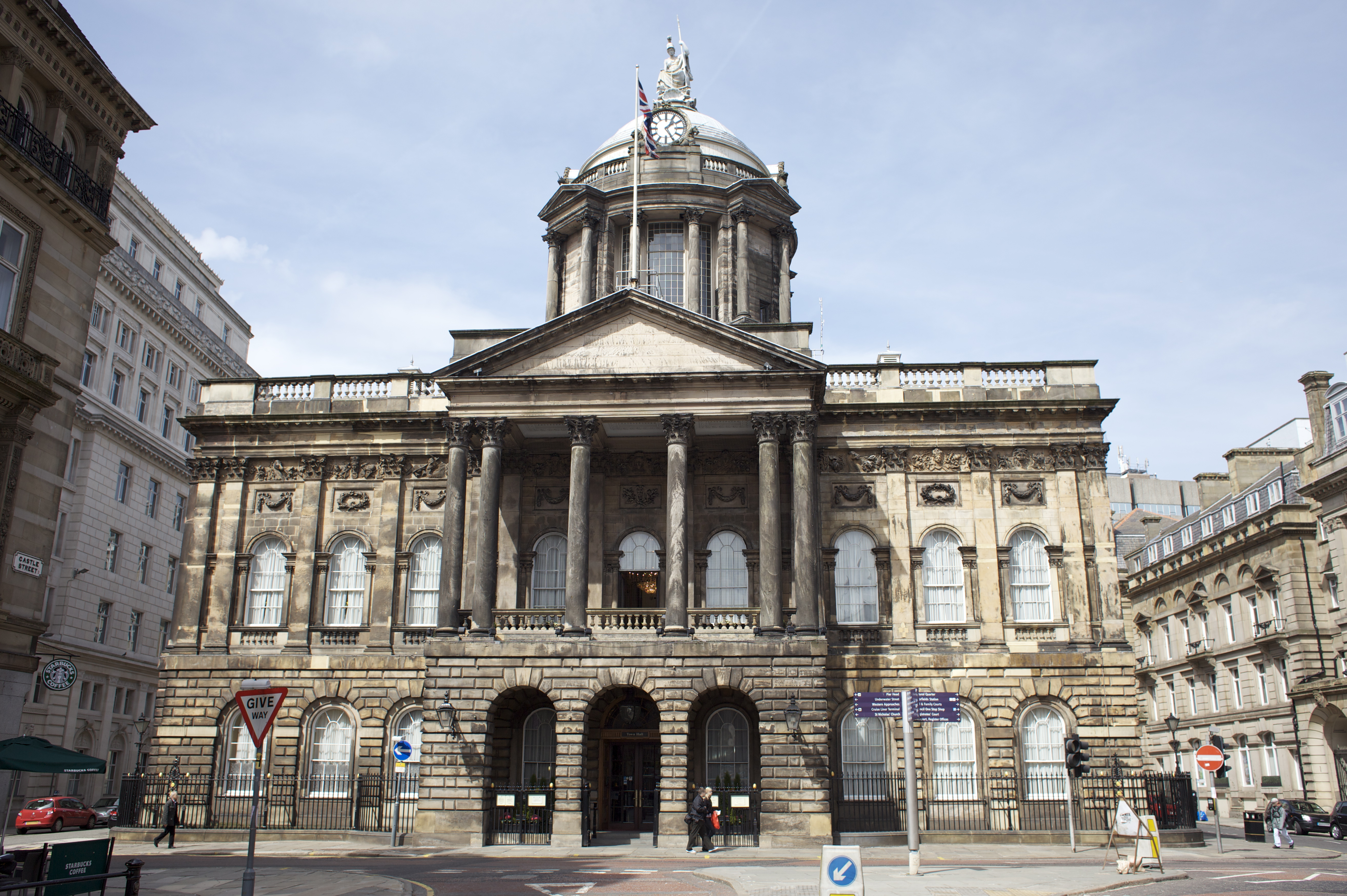
利物浦市政厅南立面

利物浦市政厅（Liverpool Town Hall）座落在英国默西塞德郡利物浦的高街与戴尔街（Dale Street）、城堡街、水街的交汇处。1952年被列为英国一级登录建筑，Images of England将其形容为“保存至今最好的18世纪市政厅之一“。 Buildings of England系列将其形容为“尺度巨大”，并认为它“可能是该国最宏伟的市政建筑”，以及“晚期乔治式装饰杰出和完整的例证” 。
利物浦市政厅兴建于1749年到1754年，由约翰伍德长老设计，以替代一座位于附近的较早的市政厅。1785年增建了詹姆斯·懷亞特设计的北部延伸部分。1795年大火之后，市政厅大规模重建，建成懷亞特设计的一个圆顶. 其后作出小规模改建。
楼下包含市议会会议厅和第一次世界大战中利物浦阵亡军人纪念厅。楼上装饰华丽的房间用于各种活动和功能，例如举行婚礼。

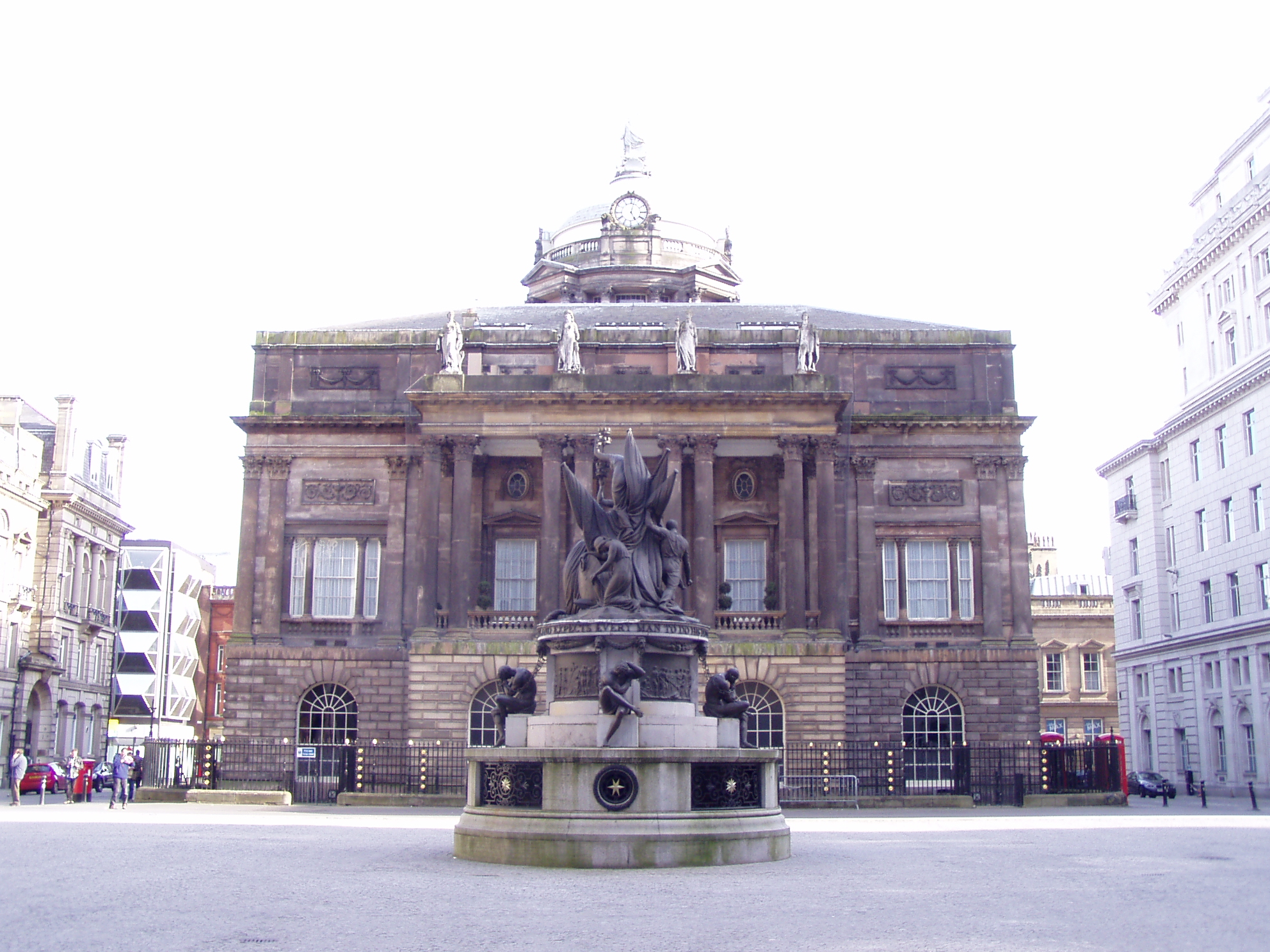
利物浦市政厅北立面和纳尔逊纪念碑
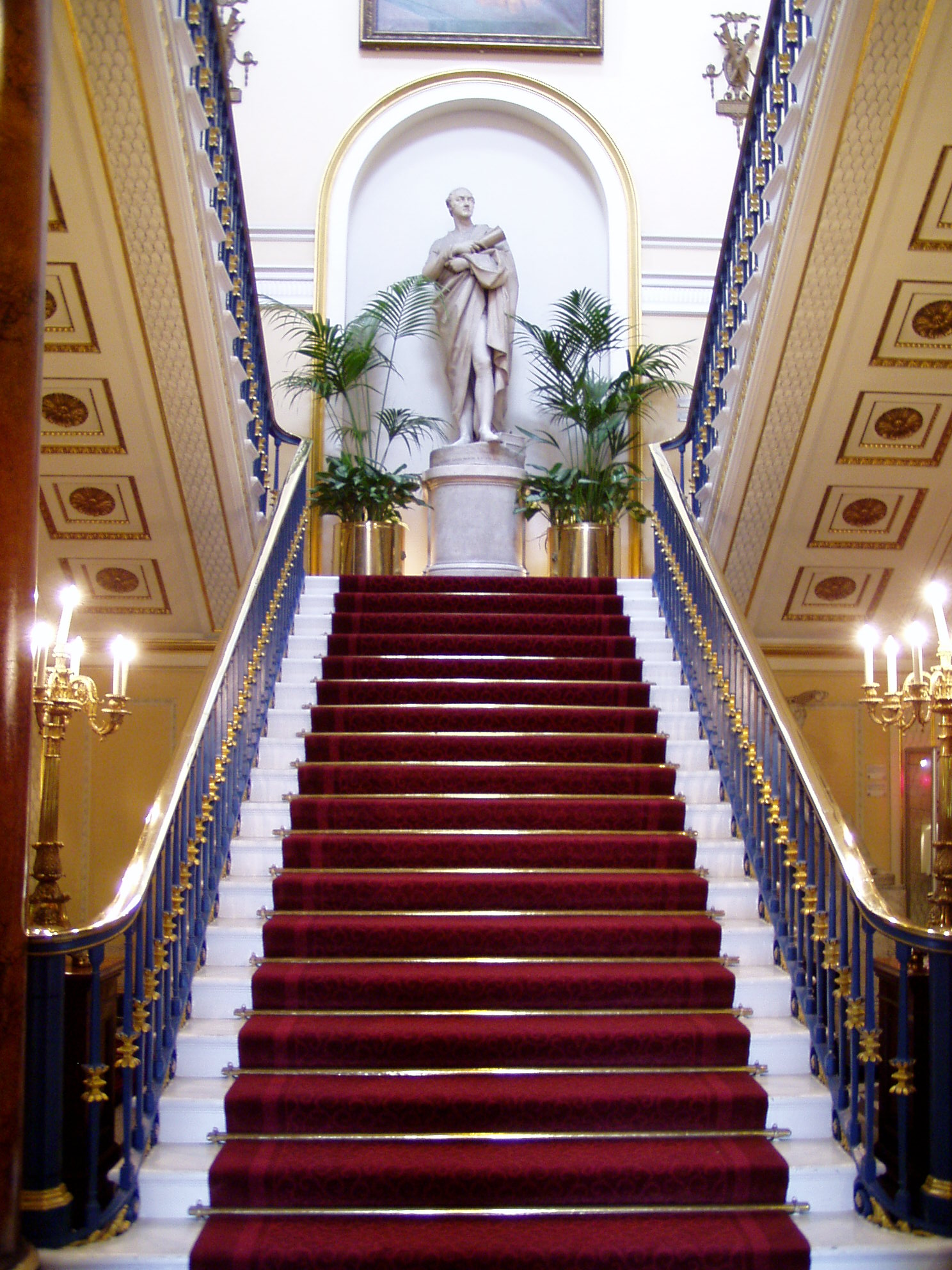
主楼梯
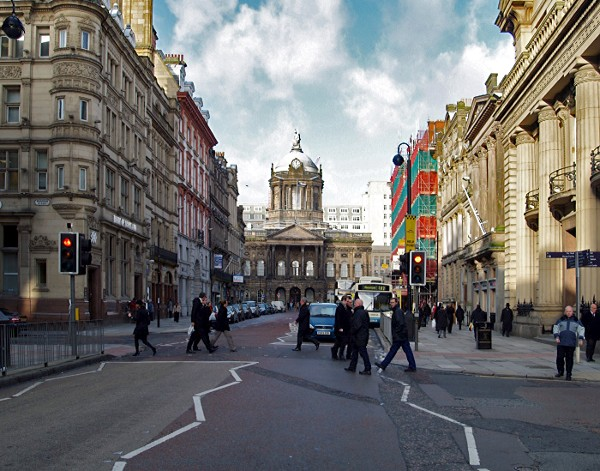
从城堡街看利物浦市政厅